# ۸-برموگانوزین ۳'،۵'-سیکلیک مونوفسفات
۸-برموگانوزین ۳',۵'-سیکلیک مونوفسفات (به انگلیسی: 8-Bromoguanosine 3',5'-cyclic monophosphate) یک ترکیب شیمیایی با شناسه پاب‌کم ۱۰۴۷۶۷ است. 